# Agromyza hierroensis
Agromyza hierroensis är en tvåvingeart som beskrevs av Spencer 1957. Agromyza hierroensis ingår i släktet Agromyza och familjen minerarflugor.
Artens utbredningsområde är Kanarieöarna. Inga underarter finns listade i Catalogue of Life.